# Kanton Tallano-Scopamène
Kanton Tallano-Scopamène (francouzsky Canton de Tallano-Scopamène) je francouzský kanton v departementu Corse-du-Sud v regionu Korsika. Tvoří ho 12 obcí.

## Obce kantonu
- Altagène
- Aullène
- Cargiaca
- Loreto-di-Tallano
- Mela
- Olmiccia
- Quenza
- Sainte-Lucie-de-Tallano
- Serra-di-Scopamène
- Sorbollano
- Zérubia
- Zoza